# Phare d'Ailsa Craig
Le phare d'Ailsa Craig est un phare situé sur l'île inhabitée d'Ailsa Craig (en gaélique écossais :Creag Ealasaid) dans le Firth of Clyde, juste au large de la station balnéaire de Girvan, dans le comté de Ayrshire à l'ouest de l'Écosse.
Il est maintenant protégé en tant que monument classé du Royaume-Uni de catégorie B.
Ce phare est géré par le Northern Lighthouse Board (NLB) à Édimbourg,l'organisation de l'aide maritime des côtes de l'Écosse.

## Le phare
La station a été conçue et réalisée par les ingénieurs civils écossais Thomas Stevenson et David Stevenson et mis en service en 1886. Initialement, le phare a utilisé des lampes à huile, mais en 1911, elles ont été remplacées par un éclairage incandescent .
Le signal de brouillard a été interrompu en 1987. Puis, en 1990, le phare a été automatisé. Une rénovation a été effectuée en 2001, quand il a été converti à l'énergie solaire. Le phare est localisé sur un promontoire sur le côté oriental de l'île. L'île est privée et le débarquement y est uniquement autorisé par les autorités locales.

## l'île
Ailsa Craig est également connu sous le nom de « Paddy's Mile Stone » car il est le point de repère entre les villes de Glasgow et Belfast. En plus d'être un repère local mais aussi un danger de navigation maritime bien connu l'île est un sanctuaire d'oiseaux protégé, abritant des milliers de couples reproducteurs d'oiseaux de mer. Autour de l'île, on peut y voir aussi une colonie de phoques gris ainsi que des baleines occasionnellement, et plus communément les grands requins pèlerins pendant les mois d'été. Le requin pèlerin est un gros requin mais inoffensif et on peut le voir se nourrir en surface avec l'efflorescence algale du plancton qui se trouve en grande abondance autour des îles britanniques pendant les mois chauds.
Géologiquement, l'île a été formée par l'activité volcanique et possède de grandes quantités de granit, qui pour un temps a été extrait et expédié sur le continent où il était façonné et poli pour la fabrication des pierres de curling. L'exploitation minière, débutée au début du 19e siècle, a pris fin au début des années 1970. Des rails abandonnés et des wagonnets sont encore visibles.

### Lien connexe
- Liste des phares en Écosse